# Christa Schweng
Christa Schweng (ur. 12 maja 1965) – austriacka prawniczka, w latach 2020–2023 przewodnicząca Europejskiego Komitetu Ekonomiczno-Społecznego.

## Biografia
Uzyskała tytuł magistra w dziedzinie prawa na Uniwersytecie Wiedeńskim.
Pracuje dla Austriackiej Federalnej Izby Gospodarczej (niem. Wirtschaftskammer Österreich – WKÖ), w której od 1994 pełni funkcję starszej doradczyni w departamencie polityki społecznej. W 1995 została członkinią Komitetu Doradczego ds. Bezpieczeństwa i Ochrony Zdrowia w Miejscu Pracy, organu doradzającego Komisji Europejskiej. W tym samym roku dołączyła także do Komisji Spraw Społecznych Europejskiego Stowarzyszenia Rzemiosła, Małych i Średnich Przedsiębiorstw (UEAMPE) oraz członkinią zarządu Europejskiej Agencji Bezpieczeństwa i Zdrowia w Pracy.
W 1998 roku została członkinią Europejskiego Komitetu Ekonomiczno-Społecznego, dołączyła do grupy pracodawców. Od 2001 roku była rzeczniczką Europejskiej Agencji Bezpieczeństwa i Zdrowia w Pracy, od tego samego roku sprawuje tam co trzy lata (rotacyjnie) funkcję prezeski zarządu. Od 2001 do 2009 roku była przewodniczącą Komisji Spraw Społecznych EUAMPE.
Od 2018 do 2020 roku była przewodniczącą sekcji Zatrudnienia, Spraw Społecznych i Obywatelstwa (SOC) w EESC. 28 października 2020 roku została wybrana przewodniczącą Komitetu Ekonomiczno-Społecznego. Zakończyła pełnienie funkcji w kwietniu 2023.